# Берат (округ)

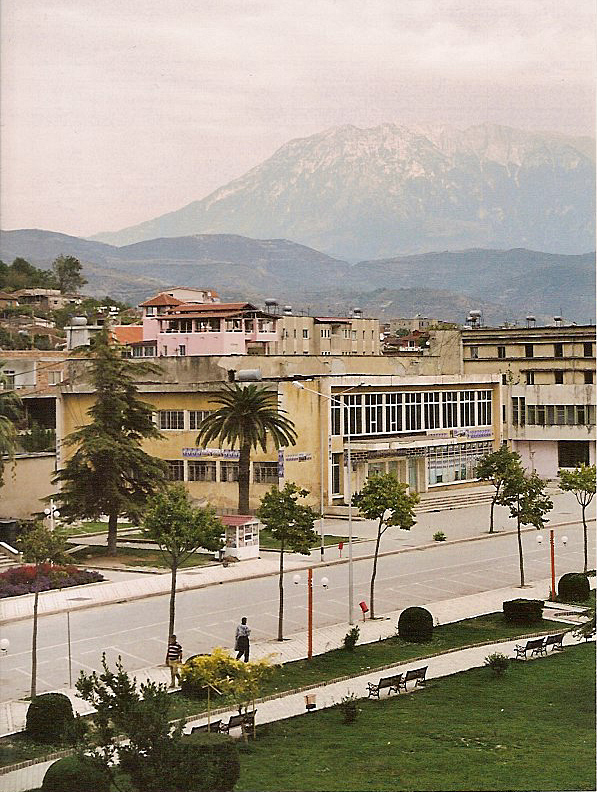
Вид на гору Томорр из центра города Берат

Бера́т (алб.  Rrethi i Beratit) — один из 36 округов Албании.
Округ занимает территорию 915 км² и относится к одноимённой области Берат. Административный центр — город Берат.

## Географическое положение
Округ Берат расположен в южной части равнины Мюзеке вокруг города Берат. Основная часть округа сосредоточена в долине реки Осуми. В верхней части долины находится округ Скрапари. На восточной окраине округа возвышается горный массив Томори (2417 м), самые известные горы Южной Албании.

## Экономика и промышленность
За исключением города Берат, административного центра округа, внесённого в список Всемирного наследия ЮНЕСКО, население занято практически исключительно сельским хозяйством. Во многих населенных пунктах округа производится вино.
В прежние времена по долине Осуми проходил караванный путь, но в наши дни округ не пересекает ни одна магистраль. Тем не менее, округ Берат имеет хорошее транспортное сообщение с городами Центральной Албании.

## Административное деление
На территории округа расположены два города: Берат и Ура-Вайгуроре и 10 общин: Цукаляти, Куталия, Люмаси, Otlak, Пошня, Рошнику, Синя, Терпани, Велябишти (Velabisht), Вертопи.